# Lasioglossum candidiferum
Lasioglossum candidiferum är en biart som först beskrevs av Cockerell 1946.  Lasioglossum candidiferum ingår i släktet smalbin, och familjen vägbin. Inga underarter finns listade i Catalogue of Life.